# Peelwa
Peelwa fou un estat tributari protegit, una thikana feudatària de Jodhpur amb 4 pobles a la pargana de Falodi. Fou concedit el 1708 al thakur Udaibhan Singh, fill del thakur Devi Das de Pali (després de Kantalia) pel maharajà Ajit Singh de Jodhpur. Va morir el 1730 i el va succeir el seu fill Sahib Singh (1730-1758) que va lluitar a Gangwana el 1741 i va estar al costat del maharajà de Jodhpur en altres batalles posteriors. Va morir el 1758 i el va succeir el seu fill Lal Singh que es va aliar a Thakur Devi Singh de Pokhran contra el maharajà Vijai Singh de Jodhpur, i l'estat li fou confiscat i concedit al seu germà Thakur Shoor Singh el 1762. El 1765 va rebre un feu del meharajà de Bharatpur; el 1777 el maharajà de Jodhpur el va perdonar però no va voler prendre Peelwa al seu germà i Lal Singh no va acceptar un altre estat. Shoor Singh va governar del 1762 al 1783. A la seva mort el 1783 a la batalla d'Umarkot l'estat fou repartit entre el seu fill i el de Lal Singh.

## Llista de tahkurs (branca de Lal)
- Thakur CHAIN SINGH 1783-
- Thakur NAWAL SINGH ?-1808
- Thakur AAS KARAN 1808-?
- Thakur MEGH SINGH
- Thakur JAWAHAR SINGH

## Llista de tahkurs (branca de Shoor)
- Thakur KHINVKHARAN 1783-1816
- Thakur MADAN SINGH 1816-1847 (fill)
- Thakur JEEVRAJ SINGH 1847-1853 (fill)
- Thakur ABHAI SINGH 1853-1885 (fill)
- Thakur SULTAN SINGH 1885-1910 (fill)
- Thakur INDRA SINGH 1910-1942 (fill)
- Thakur MADHAV SINGH 1942-1954 (+1964)